# Bulbophyllum dryadum
Bulbophyllum dryadum är en orkidéart som beskrevs av Rudolf Schlechter. Bulbophyllum dryadum ingår i släktet Bulbophyllum och familjen orkidéer. Inga underarter finns listade i Catalogue of Life.